# 杉谷善住坊
杉谷 善住坊（すぎたに ぜんじゅうぼう、生年不詳 - 天正元年9月10日（1573年10月5日））は、安土桃山時代の人物。織田信長を火縄銃で狙撃したことで知られる。

## 生涯
鉄砲の名手であったという以外の確かな人物像は不明であり、出身については甲賀五十三家の一つである杉谷家出身の忍者とも、伊勢国菰野の杉谷城の城主とも、あるいは雑賀衆、根来衆、賞金稼ぎ、猟師ともいわれている。信長を狙った理由も、近江国を追われた六角氏からの依頼、信長への個人的な怨恨、鉄砲名人としての腕試しなど諸説ある。
元亀元年（1570年）4月、越前朝倉氏攻めの途中で浅井長政に挟撃され一時京都に逃れていた織田信長は、翌5月に岐阜城への帰途についていた。5月19日、善住坊は伊勢方面へ抜けるため近江国の千草越え（千種街道）を通過していた信長を狙撃するが失敗に終わった。12-13間（20数m）の距離から2発銃撃したとされるが、信長はかすり傷のみで済んだ。
その後、善住坊は逃亡生活を送るが、暗殺されかけた事に激怒した信長の厳命で、徹底した犯人探しが行われた。その結果、近江国高島郡堀川村の阿弥陀寺に隠れていたところを、領主・磯野員昌に捕縛される。織田家へ引き渡された後は、菅屋長頼・祝重正によって尋問された後に、生きたまま首から下を土中に埋められ、竹製のノコギリで時間をかけて首を切断する鋸挽きの刑に処された。なお『フロイス日本史』にも、名前不明ながら「ある仏僧が立ったまま生き埋めにされ小さなノコギリで首を切断された」事件のことが記されている。それによれば、この仏僧は書状でもってある1つの城を信長に敵対させようとしていたという。

## 関連作品
- 黄金の日日 - NHK大河ドラマ、原作：城山三郎（新潮社）、演：川谷拓三
- 信長を撃（はじ）いた男 - 実業之日本社、南原幹雄著
- 修道士の首 - 講談社文庫、井沢元彦著　 ISBN 4061810871
- 千草峠の風 - 久慈光久著『鎧光赫赫』（ビームコミックス）収録
- 戦国スナイパー - 講談社、柳内たくみ著
- 白狐魔記 戦国の雲 - 偕成社、斉藤洋著（杉谷善住坊の弟子が、信長に復讐する話が描かれる。）
- 信長の忍び - 2008年-、作：重野なおき（白泉社）、アニメ版演：竹本英史、（出自について甲賀忍者を採用している）
- 信長のスマホ - NHK、演：スギちゃん
- Fate/Grand Order - スマートフォン向けゲーム、演：後藤邑子